# Alegeri legislative în Norvegia, 1989
Alegerile legislative pentru Storting (Parlamentul Norvegiei) au avut loc la 11 septembrie 1989.

## Rezumat
Partide
	                      Voturi            Scaune

	                           #	  %	 ±%	 #	  ± 

Partidul Muncii din Norvegia	907,393	 34.3	-6.5	63	 -8

Partidul Conservator            588,682	 22.2	-8.2	37	-13

Partidul Progresul	        345,185	 13.0	+9.3	22	+20

Partidul Socialist de Stânga	266,782	 10.1	+4.6	17	+11

Partidul Creștin Democrat	224,852	 8.5	+0.2	14	 -2

Partidului de Centru	        171,269	 6.5	-0.1	11	 -1

Partidul Liberal ( de stanga)	 84,740	 3.2	+0.1	0	  0

Listele Județeane pentru Mediu
și Solidaritate *	         22,126	 0.8	   -	0

	  -
Partidul Verde)	         10,136	 0.4	   -	0	  -

Stop Imigrare	                  8,936	 0.3	   -	0	  -

Viitorul Pentru Finnmark	  8,817	 0.3	   -	1**	  -

Partidul Pensionarilor	          7,863	 0.3	 0.0	0
	  0

Liberalii - Partidul European	   470	 0.0	   -	0	  -

Oamenii alesi liber                320	 0.0	 0.0	0	  0

	                      2,647,604	      100%	    165

- * Această listă a fost o cooperare între norvegiană Partidului Comunist, Partidul Comunist Muncitoresc, Alianța Electorală Roșie și Socialiștii Independenți.
- ** Acest scaun a fost câștigat de Partidul Viitorul Pentru Finnmark, cel mai adesea numit Lista Aune, după liderul acestuia Anders Aune, câștigător al scaunului. Lista a fost în principal o mișcare de protest, protestând împotriva a ceea ce mulți au consierat a fi o lipsă preocupare a politicienilor pentru rezolvarea mai multor probleme referitoare la Finnmark.